# مهریار مهری

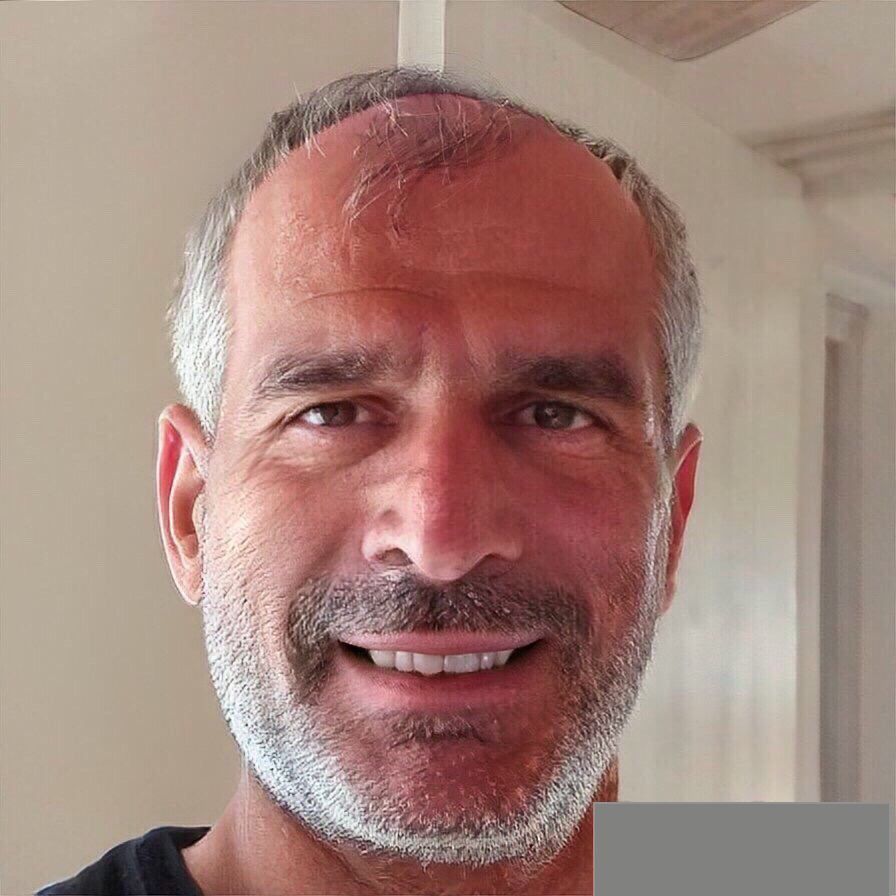
مهریار مهری

مِهریار مُهری استاد علوم کامپیوتر در مؤسسهٔ علوم ریاضی کورانت در دانشگاه نیویورک است که به سبب کارهایش در زمینهٔ یادگیری ماشینی، نظریهٔ خودکارهها و آلگوریتم، بازشناسی گفتار و پردازش زبان طبیعی شهرت دارد.
او کارشناسی خود را از مدرسهٔ پلی‌تکنیک پاریس (۱۹۸۷)، کارشناسی ارشد خود در رشتهٔ علوم کامپیوتر و ریاضیات کاربردی را از اکول نرمال سوپریور (۱۹۸۹) و PhD خود را در سال ۱۹۹۳ از دانشگاه پاریس ۷ دنی دیدرو گرفته است. مهری قبل از پیوستن به مؤسسهٔ کورانت در سال ۲۰۰۴، به مدت ۱۰ سال در آزمایشگاه بل و آزمایشگاه AT&T کار می‌کرد و در آنجا رئیس بخش آلگوریتم‌های گفتار بود.
زمینه‌های اصلی پژوهشی مهری شامل یادگیری ماشینی، زیست‌شناسی محاسباتی، و پردازش متن و گفتار هستند. وی یکی از مؤلفان کتاب «مبانی یادگیری ماشینی» (به انگلیسی: Foundations of Machine Learning) (شابک ISBN 978-0-262-01825-8) است.